# Aphthona brancuccii
Aphthona brancuccii es un coleóptero de la familia Chrysomelidae. Fue descrita en 1997 por Medvedev.